# Gertrude Lawrence
Gertrude Lawrence est une chanteuse, danseuse et actrice britannique, née le 4 juillet 1898 à Newington, Londres (Royaume-Uni), et morte le 6 septembre 1952 à New York (New York). Elle a créé le rôle d'Anna Leonowens pour la production théâtrale de Le Roi et moi (The King and I) sur Broadway. Elle a une relation amoureuse platonique avec la romancière Daphne du Maurier.

## Biographie
Née Gertrude Alexandria Dagmar Lawrence-Klasen dans un quartier du South London d'un père alcoolique qui gagne sa vie comme basso profondo et d'une mère, Alice, qui se sépare de son mari peu après la naissance de Gertrude.
En août 1904, pour des vacances, son beau-père emmène Alice et Gertrude à Bognor Regis sur la côte du Sussex. Pendant leur séjour, ils assistent à un concert où les membres du public sont invités à monter sur scène. À la demande de sa mère, la jeune Gertrude chante une chanson et est récompensée par un souverain d'or.
En 1908, pour augmenter les maigres revenus de la famille, Alice accepte de faire partie du chœur de la pantomime de Noël au Brixton Theatre. Comme la troupe recherche un enfant capable de chanter et de danser, Alice propose sa fille. Lors des répétitions, Alice entend parler d'Italia Conti (en), une actrice italienne qui a fondé une académie où elle enseigne la danse, l'élocution et l'art dramatique. Gertrude auditionne devant Conti qui considère l'enfant talentueuse au point de lui offrir des cours gratuitement.
Lawrence est de la distribution de Where the Rainbow Ends en décembre 1911. Alors qu'elle joue dans Hannele de Gerhart Hauptmann, pièce mise en scène par Basil Dean, elle rencontre pour la première fois Noël Coward : c'est le début d'une étroite relation amicale, parfois fort tumultueuse, doublée d'une importante relation professionnelle.
Après Hannele, Gertrude Lawrence renoue avec son père, qui vit à ce moment-là avec une choriste. Le couple accepte de laisser Gertrude tourner avec eux dans deux revues successives, mais Arthur annonce un jour qu'il a signé un contrat d'un an pour une série de spectacles de variétés en Afrique du Sud et abandonne les deux jeunes femmes. Lawrence, alors âgée de seize ans, choisit de vivre au Theatrical Girls' Club de Soho plutôt que de retourner chez sa mère et son beau-père.
Jusqu'en 1916, elle travaille régulièrement dans diverses compagnies de tournée, quand elle est embauchée par l'impresario André Charlot pour doubler Beatrice Lillie et l'employer comme figurante dans sa dernière production du West End. À la fin du contrat, elle joue le rôle de Lillie en tournée, puis retourne à Londres pour doubler la star dans une autre production de Charlot. Elle tombe amoureuse du directeur de danse Francis Gordon-Howley et, bien qu'il soit de vingt ans son aîné, l'épouse. Le couple donne naissance à une fille, Pamela, née le 28 mai 1918, mais se sépare peu après, mais ne divorcera que dix ans plus tard.
En 1918, pendant la grossesse de Lawrence ou peu de temps après son accouchement, Gertrude Lawrence souffre d'un lumbago. André Charlot lui accorde deux semaines pour se remettre, mais finit par la licencier et, son handicap étant de notoriété publique, la jeune actrice ne trouve plus de travail.
Au début de 1919, elle accepte d'être chanteuse chez Murray's, une célèbre boîte de nuit londonienne. C'est là qu'elle fait la connaissance du capitaine Philip Astley, membre de la Household Cavalry, qui devient son ami, puis son amant, et lui apprend à s'habiller et à se comporter dans les cercles de la haute société.
Gertrude Lawrence quitte Murray's à la fin de 1920 et commence à décrocher de petits rôles au théâtre, sans négliger les tournées de music-hall. En octobre 1921, André Charlot lui demande encore une fois de remplacer Béatrice Lillie, malade, comme vedette de sa dernière production faux côtés de Jack Buchanan. Dans ce spectacle, Buchanan et elle chante Limehouse Blues, qui deviendra l'une des chansons fétiches de Gertrude Lawrence.
En 1923, Noël Coward écrit London Calling! spécialement pour Lawrence. André Charlot accepte de produire le spectacle où la chanson Parisian Pierrot devient un succès que Lawrence gardera à son répertoire.
Gertrude Lawrence franchit l'Atlantique et fait ses débuts sur Broadway dans André Charlot's London Revue of 1924, un spectacle qui connaît un tel succès que la troupe doit bientôt déménager dans un plus grand théâtre afin de répondre à la demande. La tournée qui s'ensuit parcourt ensuite les États-Unis et le Canada, bien que Lawrence ait été forcé de quitter le casting quand elle a contracté une double pneumonie et pleurésie et a été forcée de passer quatorze semaines dans un hôpital de Toronto.
Rétablie, elle fait ensuite une remarquable carrière sur Broadway, jouant dans de nombreuses productions à succès, notamment Oh, Kay ! (1926) de Ira et George Gershwin, où elle est la première actrice britannique à tenir un premier rôle dans une comédie musicale américaine, Les Amants terribles (1931) de Noël Coward et Lady in the Dark (1941) de Moss Hart, Ira Gershwin et Kurt Weill.
Après la Seconde Guerre mondiale, elle est à Londres pour jouer dans September Tide (1948), une pièce spécialement écrite pour elle par Daphne du Maurier. Après la mort de Gertrude Lawrence, son mari, Richard Aldrich, qu'elle avait épousé en 1940, révélera que les deux femmes eurent une liaison amoureuse platonique.
Le succès remporté par Gertrude Lawrence dans les théâtres de New York attire l'attention des producteurs d'Hollywood. Mais l'actrice ne jouera que dans neuf films entre 1929 et 1950, préférant les planches à l'écran.
Le point culminant de la carrière de Gertrude Lawrence survient peu avant sa mort. En mars 1951 a lieu la première de Le Roi et moi (The King and I), la célèbre comédie musicale de Oscar Hammerstein II et Richard Rodgers, avec Yul Brynner, qui vaut à Lawrence le Tony Award de la meilleure actrice dans une comédie musicale.
Son triomphe sera de courte durée ; sa santé se détériore rapidement, l'obligeant à rater de nombreuses représentations jusqu'à ce qu'elle soit finalement hospitalisée pour une hépatite. Elle meurt le 6 septembre 1952. 

## Théâtre
- 1916 : Some (West End Londres)
- 1917 : Cheep! (West End)
- 1921 : A to Z (West End)
- 1923 : London Calling! (West End)
- 1924 : Andre Charlot's Revue of 1924 (Broadway New York)
- 1925 : Charlot Revue (West End)
- 1925 : Charlot's Revue of 1926 (Broadway et tournée (États-Unis) 1925–26)
- 1926 : Oh, Kay ! (Broadway ; à West End en 1927)
- 1928 : Treasure Girl (Broadway)
- 1929 : Candle Light (Broadway)
- 1930 : The International Review (Broadway)
- 1930 : Private Lives (West End ; à Broadway en 1931)
- 1933 : Nymph Errant (West End)
- 1935 : Tonight at 8:30 (tournée (Royaume-Uni) ; West End et Broadway en 1936 ; tournée (États-Unis) en 1947 ; Broadway en 1948)
- 1937 : Susan and God (Broadway ; tournée (États-Unis) en 1938)
- 1939 : Skylark (tournée (États-Unis) et Broadway)
- 1941 : Lady in the Dark (Broadway)
- 1944 : Errand for Bernice (tournée (États-Unis))
- 1945 : L’esprit s’amuse (Blithe Spirit)
- 1945 : Pygmalion (Broadway ; tournée (États-Unis) en 1946)
- 1948 : September Tide (tournée (Royaume-Uni) et West End en 1948–49; Cape Cod en 1949)
- 1951 : Le Roi et moi (The King and I) (Broadway)

## Cinéma
- 1929 : The Battle of Paris : Georgie
- 1932 : Aren't We All? (en) : Margot
- 1932 : Lord Camber's Ladies (en) : Lady Camber
- 1933 : Ce n'est pas drôle (No Funny Business) : Yvonne
- 1935 : Mimi : Mimi
- 1936 : Rembrandt : Geertje Dircx
- 1936 : Les hommes ne sont pas des dieux (Men Are Not Gods) : Barbara Halson
- 1948 : Great Catherine (téléfilm) : Catherine the Great
- 1950 : La Ménagerie de verre (The Glass Menagerie) : Amanda Wingfield

## Récompenses et nominations

### Récompenses
- 1952 : Tony Award de la meilleure actrice pour la comédie musicale Le Roi et moi (The King and I) à Broadway

## Hommage
- Star!, comédie musicale de Robert Wise, retrace la vie de Gertrude Lawrence, avec Julie Andrews dans le rôle-titre, Richard Crenna, Michael Craig, Daniel Massey, Alan Oppenheimer, Robert Reed, Bruce Forsyth, Beryl Reid, John Collin. USA, 1968[1].